# Варадка
Варадка (словац. Varadka) — село и одноимённая община в районе Бардеёв Прешовского края Словакии. В письменных источниках начинает упоминаться с 1470 года.

## География
Село расположено в северной части края, к северу от автодороги 77. Абсолютная высота — 395 метров над уровнем моря. Площадь муниципалитета составляет 7,37 км².

## Население
| Год:                | 1994 | 2004     | 2014     | 2024    |
| ------------------- | ---- | -------- | -------- | ------- |
| Количество человек: | 131  | 174      | 200      | 251     |
| Разница:            |      | +32,82 % | +14,94 % | +25,5 % |

По данным последней официальной переписи 2011 года, численность населения Варадки составляла 190 человек.

## Достопримечательности
- Православный деревянный храм во имя Покрова Пресвятой Богородицы, 1924 г.